# Célula Anárquica pela Solidariedade Revolucionária
A Célula Anárquica pela Solidariedade Revolucionária (CASR FAI-FRI) foi uma efêmera guerrilha urbana anarquista insurreicionista e célula da Federação Anarquista Informal/Frente Revolucionária Internacional na Bolívia, ativa principalmente na cidade de La Paz. O grupo foi notório por seus ataques com explosivos a bancos, quartéis do Exército Boliviano e a empresas multinacionais em 2012.

## História
O grupo se formou como célula Boliviana da FAI-FRI, inicialmente sob o nome Fracción autónoma de las birlochas rebeldes (Fração Autônoma das Pipas Rebeldes em tradução livre), realizando seus primeiros ataques em 30 de Abril de 2012. Já adotando o novo nome, a CASR FAI/FRI realizou um ataque notório em 14 de Maio do mesmo ano, quando detonaram dois cartuchos de dinamite em uma importadora de veículos franceses Renault. Não houve feridos, mas danos materiais à empresa foram registrados. Horas depois, o grupo lançou um comunicado expressando suas motivações, prenunciando ataques futuros e mostrando solidariedade a presos anarquistas internacionais.
Dias depois, em 24 de Maio, o grupo realizou um ataque explosivo uma agência bancária próxima a um quartel do Exército Boliviano, destruindo completamente um caixa eletrônico e causando danos materiais aos arredores (porém, sem registros de civis feridos). Este ataque reivindicava ser uma homenagem ao anarquista argentino falecido Mauricio Morales. O ataque foi usado de pretexto para a prisão de eco-anarquistas envolvidos com tensões no Território Indígena e Parque Nacional Isiboro Sécure (TIPNIS). Os suspeitos posteriormente foram libertos, e a organização negou que fossem envolvidos com os ataques realizados.
Tempos depois, mais doze suspeitos foram presos, levando à dissolução da célula anarquista. Uma das suspeitas, filha do então embaixador da Bolívia no México, declarou que as prisões se tratavam de uma “caça às bruxas” contra as ideias contrárias às do governo de Evo Morales.

## Ideologia
Em seu manifesto, divulgado após os ataques de 14 de Maio, o grupo se opõe ao Capitalismo, ao Estado e à Democracia, considerada uma ferramenta de domesticação do povo pelas autoridades. O grupo manteve um discurso anarquista Individualista, pós-esquerda e ecologista durante toda sua existência. O manifesto ecoa muitas ideias do grupo clandestino grego Conspiração das Células de Fogo e, principalmente, da própria FAI-FRI.
A Célula Anárquica pela Solidariedade Revolucionária se mostrou particularmente hostil ao Anarquismo Plataformista, comparado por eles ao “leninismo” e considerado uma corrente reformista e reacionária do anarquismo. Em particular, o grupo denuncia a Organização Anarquista pela Revolução Social, organização especifista Boliviana.